# Storwood
Storwood – osada w Anglii, w hrabstwie East Riding of Yorkshire. Leży 42 km na północny zachód od miasta Hull i 270 km na północ od Londynu.